# بخش بلانزونا
بخش بلانزونا یکی از بخشهای تیسینو در کشور سوئیس است.